# Shen Kuo
Pour les articles homonymes, voir Shen.
Dans ce nom chinois, le nom de famille, Shen, précède le nom personnel Kuo.
Shen Kuo (chinois : 沈括 ; pinyin : Shěn Kuò, Wade-Giles Shen K'uo, EFEO Chen K'ouo), Shen Guo, Shen Kua ou encore Shen Gua, né en 1031 à Hangzhou et mort en 1095 à Zhenjiang, est un scientifique polymathe chinois, fonctionnaire gouvernemental sous la dynastie Song (960-1279)
Homme d'esprit universel, il fut notamment géologue, astronome, mathématicien, cartographe, inventeur, météorologue, agronome, ethnographe, zoologiste, botaniste, ingénieur en hydraulique, pharmacologue, encyclopédiste, poète, musicien, diplomate, général, chancelier académique, ministre des Finances et inspecteur des services de l'État. Il fut également responsable du Bureau de l'Astronomie à la cour des Song, ainsi qu'adjoint du ministre de l'Hospitalité impériale.
Shen fut un inventeur prolifique qui, dans son livre Mengxi Bitan (夢溪筆談, « Discussions de pinceau depuis un petit ruisseau de rêve ») de 1088, décrivit de nouveaux outils et instruments tels que le compas à aiguille magnétique, la sphère armillaire, le gnomon, le télescope, la forme de radoub, l'écluse à poids et la chambre noire. Il développa également des procédés de typographie. Il participa aux recherches astronomiques de son époque par ses travaux sur le Nord vrai, la description d'orbites célestes (Lune, planètes), s'intéressa à la formation de la Terre, à la géomorphologie et à l'évolution du climat.
Outre la poésie et les sciences, il écrivit aussi sur la divination et le surnaturel, commentant d'anciens textes taoïstes et confucéens.
Si son livre Mengxi Bitan ainsi que quelques-uns de ses poèmes nous sont parvenus, une grande partie de ses écrits a été perdue.

## Biographie

### Jeunesse
Shen Kuo est né en 1031 à Qiantang, l'actuelle Hangzhou. Son père Shen Zhou (沈周 ; 978–1052) fait partie de la petite noblesse. Il occupe des postes officiels à l'échelon provincial et passe plusieurs années au tribunal de la capitale, sommet de l'organisation judiciaire de l'empire. Sa mère est d'une famille de Suzhou de statut similaire, son nom de jeune fille est Xu (許).
Kuo reçoit sa première éducation de sa mère, pratique courante en Chine à l'époque. Elle-même très instruite, elle lui enseigne ainsi qu'à son frère Pi (披) les doctrines militaires de Xu Tang (許洞 ; 975–1016), l'oncle maternel des deux frères. Kuo ne pouvant, à l'inverse de beaucoup de ses pairs nés dans le nord, se targuer d'une généalogie de clan, il est contraint de se fier à son esprit et à sa forte détermination pour réussir les examens impériaux.
À partir de 1040, la famille Shen se déplace au gré des postes provinciaux mineurs occupés par le père, de la province du Sichuan  l'ouest jusqu'à Xiamen. Kuo prend note, au fil de ses pérégrinations, des caractéristiques géographiques de la Chine. Il s'intéresse, dans le même temps, à la diversité du relief de la Terre. Il porte aussi attention au travail de son père dans l'administration et aux problèmes de gestion auxquels il est confronté. Cette expérience l'influence sans doute car, plus tard, il devient lui-même haut fonctionnaire. Comme il est souvent malade étant enfant, Shen Kuo développe également un fort intérêt pour la médecine et la pharmacologie.
Shen Zhou décède à la fin de 1051 (ou au début de 1052), alors que son fils Shen Kuo a 21 ans. Attristé par la mort de son père et suivant l'éthique confucéenne, Kuo reste inactif, en état de deuil, pendant trois ans, c'est-à-dire jusqu'en 1054 (ou au début de 1055). Vers 1054-1055, il commence à servir à des postes gouvernementaux mineurs et locaux. Ses capacités à planifier, organiser et concevoir sont très tôt remarquées. Il conçoit et supervise une méthode de drainage hydraulique qui, grâce à un système de digues, permet de convertir des marais en terres arables. Son système permet de traiter quelques centaines de milliers d'hectares (400 km2). Shen Kuo note dans ses écrits que le succès de la méthode de fertilisation par le limon dépend du bon fonctionnement des vannes des canaux d'irrigation.

### Au service du gouvernement impérial
En 1063, à 32 ans, il passe avec succès l'examen impérial nécessaire pour entrer au service du gouvernement, se plaçant dans la catégorie des étudiants les plus brillants. Le sens du devoir de Shen attire l'attention de Zhang Chu (張蒭 ; 1015–1080), l'intendant fiscal de la région, lequel le recommande pour un poste dans un tribunal de l'administration financière de la Cour centrale.
Durant sa carrière de fonctionnaire de l'Administration centrale, Shen Kuo est également ambassadeur auprès de la dynastie des Xia occidentaux et de la dynastie Liao, commandant militaire, directeur des travaux hydrauliques et premier chancelier de l'Académie Hanlin,. En 1072, il est nommé responsable du « Bureau de l'astronomie ». Il est chargé des améliorations et des réformes du calendrier chinois en collaboration avec son collègue Wei Pu (衛朴). Grâce à ses compétences pour les questions économiques et financières, Shen est aussi nommé commissaire des finances à la Cour centrale. Enfin, il assure, avec d'autres responsables, des tournées d'inspection des greniers de l'Empire, au cours desquelles il enquête également sur des problèmes de collectes illégales, de négligences, d'inefficacité des secours en cas de catastrophe et sur l'insuffisance des projets de retenue d'eau. L'empereur Shenzong des Song (神宗 ; vers 1067-1085), qui a une grande confiance en lui, lui accorde le titre honorifique de « vicomte de l'État Fondateur ».
Au tribunal, Shen est un des hommes politiques favoris du chancelier Wang Anshi (王安石 ; 1021–1086), chef de la faction politique des Réformateurs (également connue sous le nom de « Groupe des nouvelles politiques » (新法, Xin Fa)). Les deux hommes étaient déjà proches car Wang Anshi avait composé l'épitaphe de son père. Shen Kuo l'impressionne par ses dons d'administrateur et ses multiples compétences. En 1072, Shen est envoyé pour superviser le programme de Wang concernant la construction de dépôts de limon dans le canal de Bian (le « Grand Canal »), situé à l'extérieur de la capitale. Grâce à une technique originale, Shen réussit brillamment le dragage du canal et démontre la formidable valeur de la boue utilisée comme engrais.
Il acquiert en outre une bonne réputation à la Cour lorsqu'il est envoyé officiellement comme représentant auprès de la dynastie Liao à l'été 1075. Les Khitans de la dynastie Liao ont plusieurs fois mené des négociations agressives afin de repousser leurs frontières plus au sud, manipulant plusieurs ambassadeurs chinois incompétents qui ont cédé aux demandes du royaume Liao. Shen Kuo réussit une brillante démonstration de diplomatie ; il se rend au camp du monarque Khitan au mont Yongan (de nos jours près du district de Pingquan, Hebei) avec les comptes-rendus des précédentes négociations diplomatiques entre les deux dynasties. Il réfute point par point les prétentions de l'Empereur Daozong des Liao, rétablissant la frontière originelle. Grâce à ce succès historique, Shen devient un membre de confiance du cercle proche de Wang Anshi, lequel se compose officieusement de dix-huit personnes impliquées dans les projets du « Groupe des nouvelles politiques ».

Frontières de la dynastie Song, de la dynastie Liao et de la dynastie des Xia occidentaux.

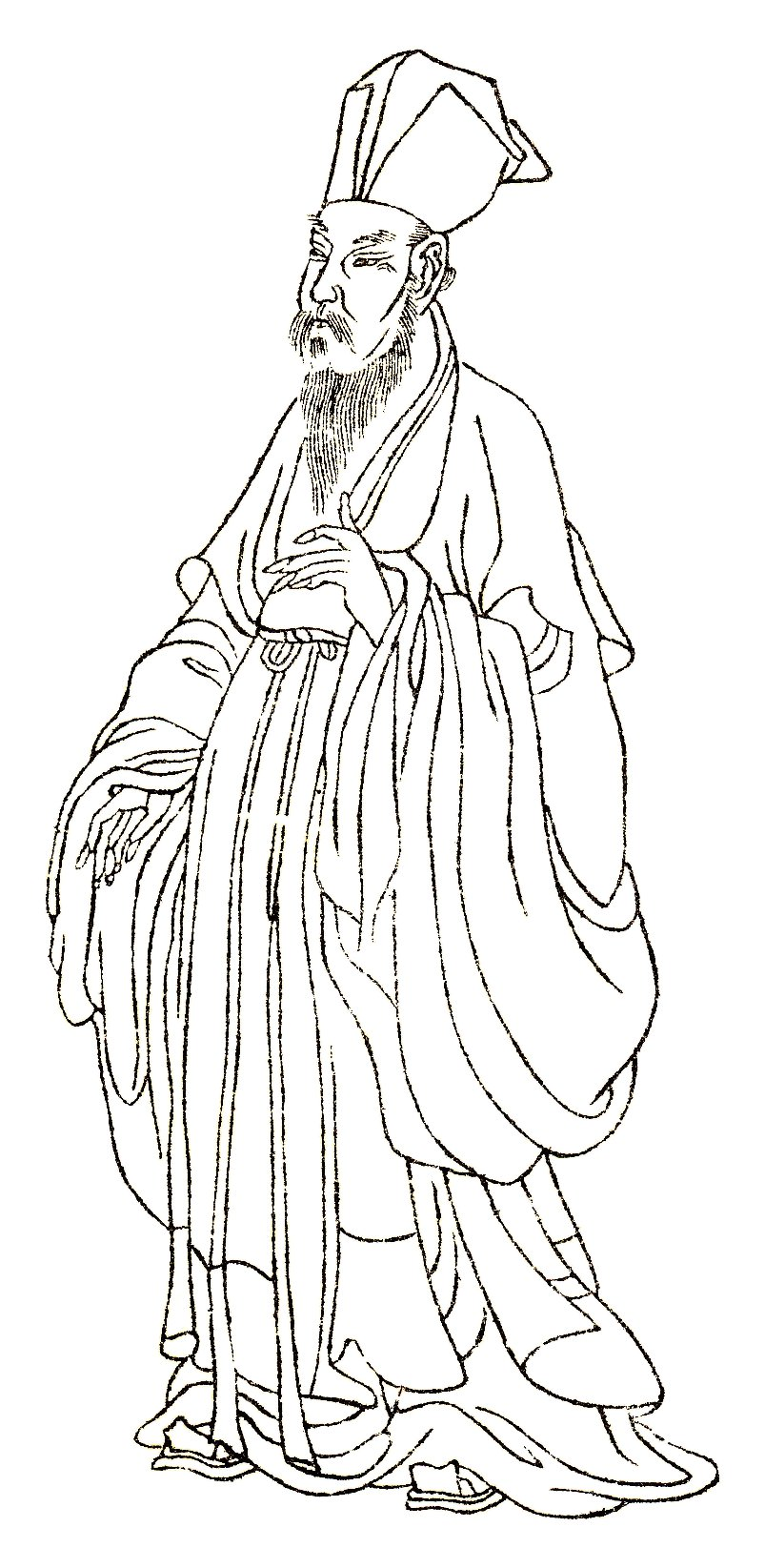
Dessin de Wang Anshi tiré de Wan Xiao Tang, 1743.

L'essentiel des réformes de Wang Anshi, portées par le Groupe des nouvelles politiques, concerne les finances de l'État, la taxe foncière et l'examen impérial ; on y retrouve cependant des préoccupations militaires. Il s'agit notamment de la mobilisation de milices afin de réduire les frais d'une armée forte d'un million de soldats, de la création de monopoles sur la production et la distribution de salpêtre et de soufre (1076) afin d'éviter que l'approvisionnement en poudre à canon ne tombe entre des mains hostiles et de la mise en place d'une politique militaire agressive vis-à-vis des rivaux de Chine du Nord, la dynastie des Xia occidentaux et la dynastie Liao,,,.
Quelques années après que les forces militaires de la dynastie Song gagnent du territoire sur les Xia occidentaux, en 1080, Shen Kuo est nommé officier militaire pour la défense de Yanzhou (de nos jours Yan'an dans la province de Shaanxi). Au cours de l'automne 1081, il défend avec succès le territoire de la dynastie Song en s'emparant de plusieurs villes fortifiées des Xia occidentaux. L'empereur Shenzong des Song le récompense pour ses succès dans ces combats avec de nombreux titres. En seize mois de campagne militaire, Shen Kuo reçoit 273 lettres de l'empereur. Cependant, celui-ci témoigne aussi sa confiance envers un officier militaire arrogant qui passe outre des recommandations stratégiques de fortification de Shen Kuo et renforce inutilement des positions que ce dernier considère comme très secondaires. En outre, cet officier retire à Shen son poste de commandement au sein de la principale place-forte, afin de l'empêcher de s'illustrer par une éventuelle victoire. Les conséquences sont désastreuses car les forces de cet officier sont décimées. Shen réussit cependant à défendre ses fortifications et à garder le contrôle de la seule route qui aurait pu servir à une invasion Tangoute de Yanzhou.
Malgré cela, le nouveau Chancelier Cai Que (蔡確 ; 1036–1093) le tient pour responsable de la débandade et des pertes humaines. À la suite de l'abandon du territoire pour lequel Shen Kuo a combattu, Cai Que lui ôte toute responsabilité et le met sous probation, avec assignation à résidence, durant les six années suivantes.
Shen, éloigné du gouvernement, décide de reprendre la plume et de se consacrer à des études intensives. Après avoir terminé deux atlas géographiques pour un programme parrainé par l'État, il se voit récompensé par l'abrogation de son assignation. Il est aussi absous par la Cour de toutes les fautes qui lui avaient été imputées.

### Dernières années
Selon le livre Pingzhou Ketan (萍洲可談) écrit par Zhu Yu en 1119, Shen Kuo se marie deux fois. Sa seconde épouse, originaire de Huainan, est la fille de Zhang Chu (張蒭). Elle est connue pour ses tendances autoritaires, pour sa fierté et pour dominer son mari. Bouleversés, les enfants de Shen Kuo lui demandent souvent de modifier son comportement, mais en vain ; elle finit par chasser du foyer le fils issu du premier mariage de Shen Kuo.
Dans les années 1070, Shen achète un domaine avec un jardin luxuriant à la périphérie de l'actuel Zhenjiang dans la province de Jiangsu. Il nomme ce lieu d'une grande beauté « Mengxi », après sa première visite en 1086 et il y emménage définitivement en 1088 ; la même année, il termine l'écriture de Mengxi Bitan (梦溪笔谈), intitulé d'après le nom de sa propriété. Ce livre est l'ultime tentative de Shen pour comprendre et décrire une multitude de facettes de la nature, de la science et de diverses coutumes et curiosités du monde. La traduction littérale de « Mengxi Bitan » est « Discussions de pinceau depuis un petit ruisseau de rêve ». On attribue à Shen Kuo cette citation : « Parce que je n'avais en tout que mon pinceau et mon encre avec qui converser, je l'appelle Discussion de pinceau ».
Après la mort de sa dernière épouse, Shen Kuo tombe dans une profonde dépression et tente même de se noyer en sautant dans le Yangzi Jiang. Cette tentative de suicide échoue, mais il tombe malade et meurt un an plus tard, en 1095,.

## Œuvre
Shen Kuo est un auteur prolifique et éclectique. Son œuvre comprend deux types d'atlas géographique, un traité sur la musique avec des harmoniques mathématiques, des études sur l'administration gouvernementale, l'astronomie mathématique, les instruments astronomiques, les tactiques défensives militaires et les méthodes de fortification, la peinture, le thé et la médecine. Il écrit aussi beaucoup de poésie. Il propose des versions améliorées de la sphère armillaire, du gnomon et de la clepsydre ainsi que de nombreuses évolutions de divers appareillages.
Les écrits scientifiques de Shen Kuo reçoivent de nombreux éloges de sinologues comme Joseph Needham et Nathan Sivin. Son travail est souvent comparé à celui d'un autre brillant polymathe chinois : Su Song (1020–1101). Des comparaisons avec des intellectuels occidentaux sont aussi légion, comme avec Gottfried Wilhelm Leibniz et Mikhaïl Lomonossov.

### Cartographie
Le plus grand atlas de Shen inclut vingt-trois cartes de Chine et des régions proches, dessinées uniformément à l'échelle de 1:900 000. Shen crée également une carte en relief à l'aide de sciure et de morceaux de bois, de cire d'abeille et d'une pâte à base de céréales.

### Météorologie
En météorologie, il écrit plusieurs descriptions de tornades et donne raison à une théorie de Sun Sikong, expliquant que les arcs-en-ciel, formés par l'ombre du Soleil sous la pluie, se produisent lorsque le Soleil brille sur elle.
En Europe, les premières théories de formation de l'arc-en-ciel sont posées par Aristote sur la base d'une trichromie erronée (rouge, vert, violet). Pour Aristote, la lumière du soleil subit une réflexion sur la surface des nuages et la lumière s’affaiblit sur les gouttes d'eau. Alexandre d'Aphrodise (200 av. J.-C.) étudie l'existence des zones sombres entre deux zones claires, auxquelles il donne son nom (bande sombre d'Alexandre).
Après la chute de l'Empire romain au XIe siècle, l'essentiel des travaux d'optique se diffuse en Europe via le monde islamique, notamment par Ibn al-Haytham.
Robert Grosseteste (1170-1253) introduit l'idée de réfraction pour l'arc-en-ciel, qui est mesurée précisément par Roger Bacon (1214–1294), qui prit parti pour Robert Grosseteste contre Ibn al-Haytham. Le principe de la réfraction est développé par René Descartes en 1637. Isaac Newton précise la notion de spectre lumineux au XVIIe siècle.

### Économie
Shen, natif de la région de Shensi, connaît le pétrole qui affleure naturellement dans cette province, et qui est utilisé depuis un millénaire comme combustible notamment pour l'éclairage. Inquiet de la déforestation causée par la métallurgie locale (notamment de fer), Shen propose de remplacer le bois par le pétrole, estimant que celui-ci « est produit continuellement au sein de la Terre ».

### Pharmacologie et botanique
En matière de pharmacologie, Shen décrit les difficultés à poser un diagnostic et à déterminer la thérapie en découlant. Il traite aussi du choix, de la préparation et de l'administration des remèdes. Il accorde une grande importance aux détails et à l'exactitude philologique dans l'identification, l'utilisation et la culture des différents types de plantes médicinales (les mois où elles doivent être récoltées, le degré précis de mûrissement pour qu'elles soient propres à des fins thérapeutiques…) Il écrit également sur l'horticulture et les plantes communes, l'époque de leur plantation et de leur fertilisation. Il prend un soin particulier à décrire des centaines de plantes.

### Zoologie et minéralogie
Dans les domaines de la zoologie et de la minéralogie, Shen Kuo se documente et décrit les animaux et les minéraux présents dans son pays,,,. Il décrit le phénomène des insectes prédateurs qui assurent le contrôle de la population d'insectes nuisibles au potentiel ravageur pour l'agriculture.

### Médecine
Shen s'intéresse également à l'anatomie humaine ; il réfute la théorie selon laquelle la gorge contient trois canaux, écrivant notamment : « Quand les liquides et les solides sont mêlés les uns aux autres, comment se fait-il que dans la bouche, ils se trient eux-mêmes en deux voies ? ». Il soutient que le larynx est le début d'un système qui distribue le « Qi » vital de l'air dans tout le corps et que l'œsophage est un simple tube amenant les aliments à l'estomac. Poursuivant dans la voie indiquée par Shen et se basant sur les résultats de la dissection de bandits en 1045, un rapport chinois datant du début du XIIe siècle confirme la présence de deux canaux, et non trois, dans la gorge. Par la suite, Song Ci (宋慈 ; 1186–1249), à la fois juge de la dynastie Song et expert dans ce qu'on l'on appellera bien plus tard la médecine légale, fait usage de l'autopsie comme moyen de résoudre les cas d'homicides, ce qu'il expose dans son livre Xǐyuān Jílù (en).

### Hydraulique, architecture civile et navale
Les écrits de Shen Kuo sont la seule source attestant la date de la première utilisation de la cale sèche en Chine. Shen Kuo écrit que, pendant le règne de Xi Ning (1068–1077), le fonctionnaire Huang Huaixin conçoit un dispositif pour la réparation des bateaux du palais, longs de 60 m et vieux d'un siècle. Huang Huaixin met au point la première cale sèche chinoise, permettant de suspendre les bateaux hors de l'eau ; ils sont ensuite placés sous une toiture pour les protéger des intempéries.
Shen Kuo décrit également l'efficacité d'une invention relativement nouvelle, remontant au Xe siècle, due à l'ingénieur Qiao Weiyo, l'écluse à poids. Cette dernière permet de remplacer les anciens pertuis utilisés dans les canaux. Selon lui, ce nouveau type d'écluse économise le travail annuel de cinq cents hommes, diminue les coûts annuels et permet d'augmenter la masse maximale des bateaux accueillis de 21 à 113 tonnes.
Sans Shen Kuo et ses analyses dans Mengxi Bitan, le travail de l'architecte du XIe siècle Yu Hao aurait été perdu. Yu Hao conçoit notamment une célèbre pagode en bois qui brûle en 1044 et qui est remplacée en 1049 par une pagode de briques de même hauteur, surnommée la « Pagode de fer ».

### Mathématiques et optique
Dans le domaine des mathématiques, Shen Kuo traite de nombreux problèmes pratiques, incluant des formules complexes pour la géométrie, le calcul infinitésimal et les problèmes de trigonométrie,,. Il écrit abondamment sur ce qu'il a appris en travaillant pour la Trésorerie de l'État, notamment les problèmes posés par le calcul des taxes foncières, des estimations des besoins, des questions monétaires et de la métrologie. Il calcule aussi la surface requise pour une bataille rangée, en vue de s'en servir en stratégie militaire ; il calcule également la plus longue campagne militaire possible, en fonction des capacités de transport, étant entendu que les soldats emporteraient leur propre nourriture et celle d'autres soldats.
En appliquant une vision plus abstraite des mathématiques afin de résoudre des problèmes concrets, il devient un des précurseurs du calcul infinitésimal. Ainsi, il parvient à définir une formule générique de calcul permettant de déterminer le volume d'une pile d'objets de taille unitaire, ouvrant de ce fait la porte aux prémices du calcul intégral.
Shen Kuo fait des expériences sur le sténopé et les miroirs, comme jadis les chinois mohistes au IVe siècle av. J.-C. Le scientifique musulman Alhazen (965–1039) a été le premier à étudier la chambre noire, mais Shen Kuo est celui qui applique des attributs géométriques et quantitatifs à celle-ci, plusieurs décennies après la mort d'Alhazen.
Shen écrit sur Yi Xing (一行 ; 672–717), un moine bouddhiste, qui a appliqué un mécanisme d'échappement à une sphère armillaire hydraulique. En utilisant les permutations mathématiques, Shen décrit le calcul qu'utilise Yi Xing pour les combinaisons possibles au jeu de go. Il calcule ce nombre de combinaisons pour cinq lignes et vingt-cinq pièces du jeu et obtient 847 288 609 443 soit 325 possibilités,.

### Compas à aiguille magnétique
Pour un article plus général, voir Compas (navigation).

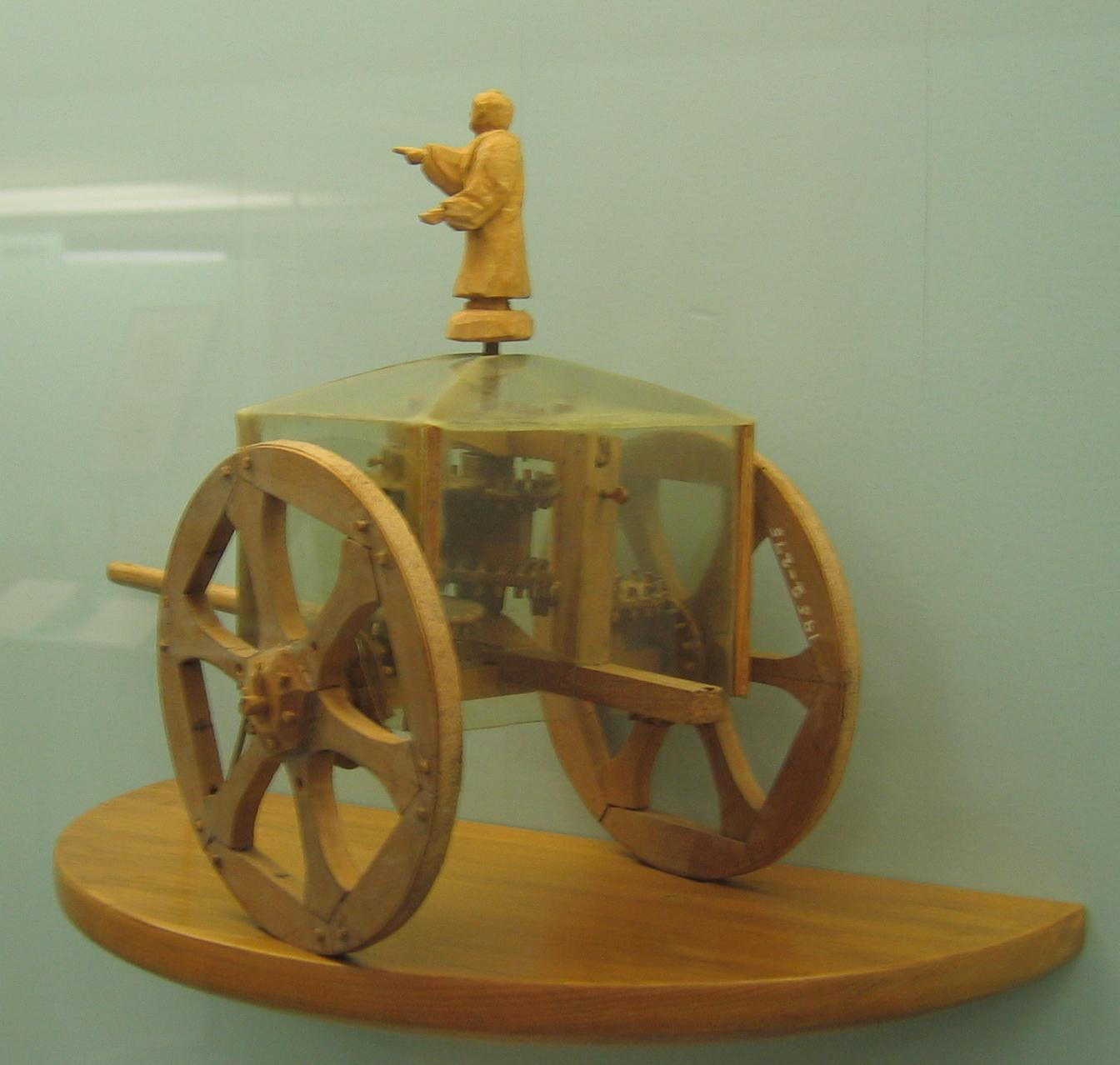
Modèle de chariot pointant le sud du Science Museum de Londres.

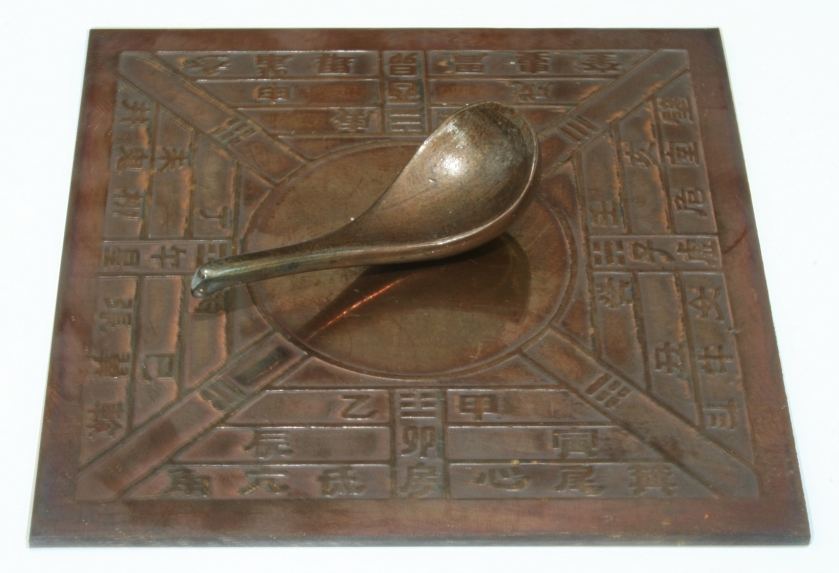
Boussole chinoise « Si Nan » de la Dynastie Han.

Depuis l'époque de l'ingénieur et inventeur Ma Jun (馬鈞 ; vers 200–265), les Chinois utilisent un appareil mécanique connu sous le nom de « chariot pointant le sud » afin de se diriger sur terre et éventuellement en mer, comme le suggère le livre Song Shu. Ce dispositif particulièrement ingénieux est basé sur un chariot dont les deux roues sont reliées par un différentiel imprimant un mouvement à un pointeur. Lors d'un changement de cap, les deux roues tournent à des vitesses différentes et agissent sur le différentiel. Celui-ci transmet son mouvement au dispositif de pointage. Un choix adéquat des engrenages du différentiel permet alors au pointeur de compenser exactement la rotation du chariot, c'est-à-dire maintenir le dispositif de pointage dans une direction unique, traditionnellement le sud.
En 1044, le célèbre ouvrage Wujing Zongyao (武經總要, « Collection des plus importantes techniques militaires »), rapporte que, pour indiquer le sud, on utilise un dispositif fait d'un objet de tôle de fer en forme de tête de poisson, magnétisé par thermorémanence (c'est-à-dire par un échauffement suivi d'un refroidissement lent qui induit une faible magnétisation) et placé dans un bol d'eau, lui-même placé dans une boîte marquée de points cardinaux,.
Toutefois, ce n'est qu'à partir de Shen Kuo que les premiers compas magnétiques sont utilisés pour la navigation. Dans ses écrits, Shen Kuo rédige l'une des premières références historiques au compas à aiguille magnétique, au concept de « Nord vrai » et à son utilisation pour la navigation en mer. En effet selon lui, « [Les aiguilles magnétiques] sont toujours déplacées légèrement à l'Est au lieu de pointer plein Sud ».
D'après ce qu'il écrit, les aiguilles sont magnétisées en les frottant avec de la magnétite ; on les laisse flotter ou on les monte librement. Il affirme que le « compas suspendu » est le meilleur type de boussole et note que l'aiguille du compas magnétique indique soit le Sud, soit le Nord.
Shen Kuo écrit aussi qu'il est préférable d'utiliser une rose des vents utilisant vingt-quatre points au lieu du vieux compas avec huit points cardinaux. La première utilisation maritime d'une rose des vents de ce type est enregistrée peu de temps après la mort de Shen. La préférence pour ce compas semble liée à sa découverte d'un plan méridien plus précis, établi grâce à ses mesures de la différence de position entre l'Étoile polaire et le Nord vrai. Toutefois, elle pourrait également avoir été inspirée par des croyances et des pratiques tirées de la géomancie.
Le livre de l'auteur chinois Zhu Yu, le Pingzhou Ketan (萍洲可談), publié en 1119 et écrit de 1111 à 1117, contient la première mention de l'utilisation d'un compas par les marins. Le livre relate des évènements remontant à 1086, à l'époque où Shen Kuo écrit le Mengxi Bitan, ce qui signifie qu'au temps de Shen le compas était peut-être déjà en usage.
Les écrits de Shen Kuo sur le compas magnétique sont des indications précieuses sur la manière dont les Chinois s'en servaient alors. En Europe, un tel concept n'apparaît qu'un siècle plus tard, par l'intermédiaire d'Alexandre Neckam.

### Théorie sur la géologie
Pour un article plus général, voir Géomorphologie.
Aristote (384 av. J.-C. – 322 av. J.-C.) décrit dans ses Météorologiques la façon dont la Terre peut changer physiquement et exprime sa conviction que tous les fleuves et les mers existant à un moment donné n'ont pas toujours existé, ni qu'ils coulent toujours car ils finiraient par s'assécher. Son compatriote Xénophane (570 av. J.-C. – 480 av. J.-C.) voit dans les fossiles marins retrouvés à terre la preuve que des inondations périodiques massives étaient survenues jadis, mais il n'a rien écrit sur la formation des bords de mer. Du côté musulman, l'érudit perse Al-Biruni (973–1048) émet l'hypothèse que l'Inde était autrefois couverte par l'océan Indien, alors qu'il observe des formations rocheuses à l'embouchure des rivières.

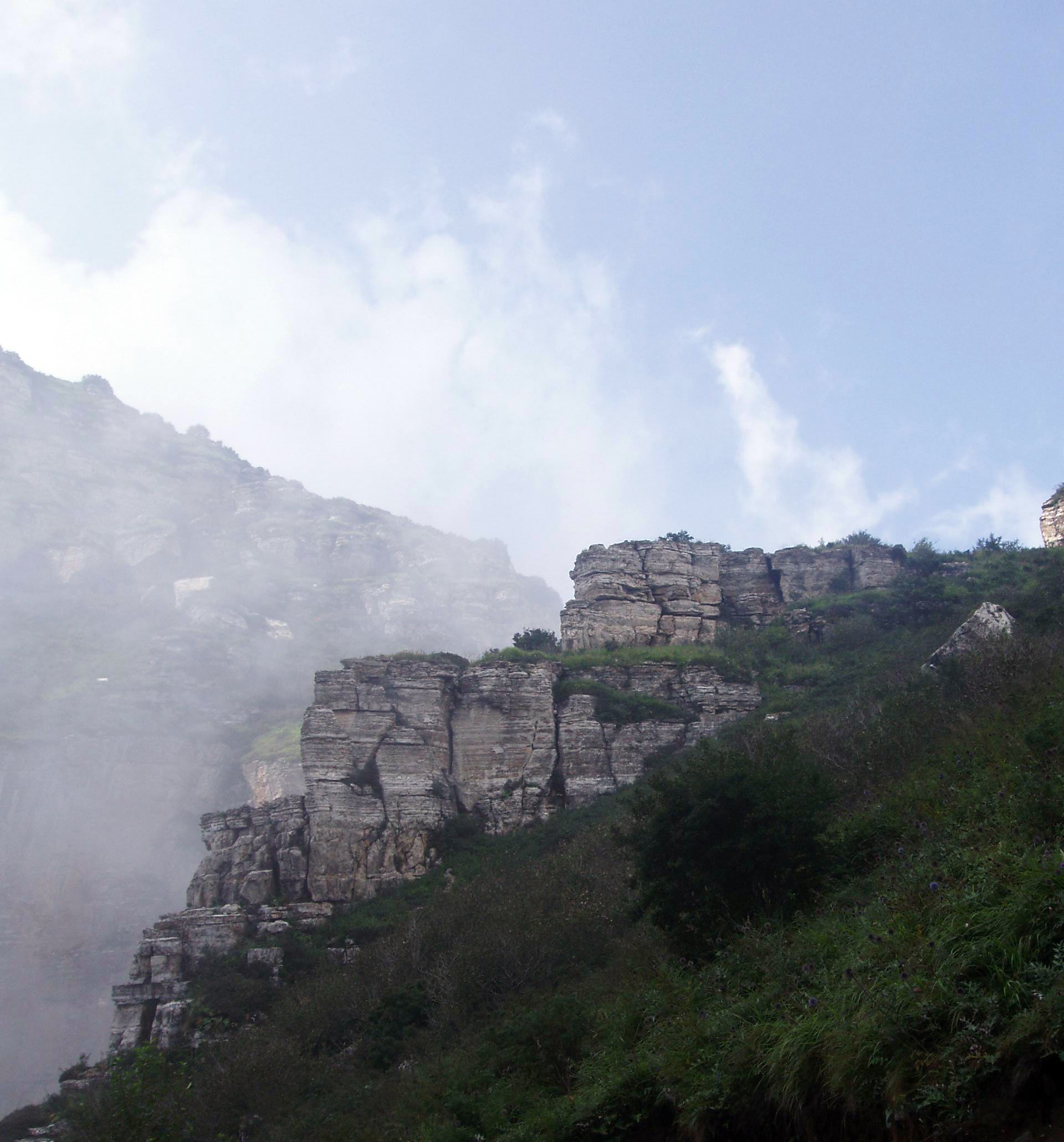
La montagne Taihang.

Shen Kuo formule une hypothèse sur le processus de formation de la Terre et de ses continents (géomorphologie) en utilisant ses observations comme preuves empiriques. Ainsi, trouvant des fossiles marins dans une strate géologique d'une montagne de l'intérieur des terres et observant d'étranges érosions naturelles dans les montagnes Taihang et Yandang près de Wenzhou, il en déduit que la terre a été remodelée et formée par l'érosion de la montagne, l'élévation et les dépôts de limon. Il émet l'hypothèse que les dépôts de limon ont dû mettre très longtemps à former les terres du continent. En visitant la montagne Taihang en 1074, Shen Kuo remarque sur une falaise les strates de coquillages de la classe des Bivalvia et des roches de forme ovoïde sur un plan horizontal. Il en conclut que la falaise était autrefois l'emplacement d'un ancien littoral qui se situait alors à des centaines de kilomètres à l'est.
Toujours selon Shen, sous le règne de Zhiping (1064–1067) un homme de Zezhou trouve un objet en creusant dans son jardin. Cet objet ressemble à un serpent ou à un dragon mais après examen, l'homme conclut que l'animal s'est apparemment pétrifié,. Zheng Boshun, magistrat de Jincheng, examine également la créature et note la présence de marques d'écailles comme sur d'autres animaux marins,. Shen Kuo compare cela aux « crabes de pierre » trouvés en Chine,.
Vers 1080, il note qu'un glissement de terrain sur la rive d'un grand fleuve près de Yanzhou (l'actuelle Yan'an) révèle un espace ouvert à plusieurs dizaines de mètres sous le sol, sous la rive effondrée,. Cet espace souterrain contient des centaines de bambous pétrifiés encore intacts, avec leurs racines. « Tous se sont changés en pierre » écrit Shen Kuo,. Il précise que les bambous ne poussent pas près de la ville de Yanzhou, située dans le Nord de la Chine et s'interroge sur la dynastie durant laquelle ces bambous ont poussé,. Considérant que les endroits humides et sombres offrent des conditions adéquates pour la croissance du bambou, Shen en déduit que le climat de Yanzhou a dû être similaire à ces conditions dans des temps très anciens,. La paléoclimatologie n'est cependant jamais devenue une discipline établie en Chine médiévale.
Le philosophe Zhu Xi (朱熹 ; 1130–1200), connu pour avoir lu les œuvres de Shen Kuo, écrit sur ce curieux phénomène naturel. Les descriptions de Shen sur l'érosion des sols, les changements climatiques et les dépôts sédimentaires précédent deux ouvrages de référence que sont le De veteribus et novis metallis par Georgius Agricola en 1546 et les travaux de James Hutton en 1802. L'historien Joseph Needham compare la trouvaille de Shen à celle du savant écossais Roderick Murchison (1792–1871) qui devint géologue à la suite de l'observation providentielle d'un glissement de terrain.

### Astronomie

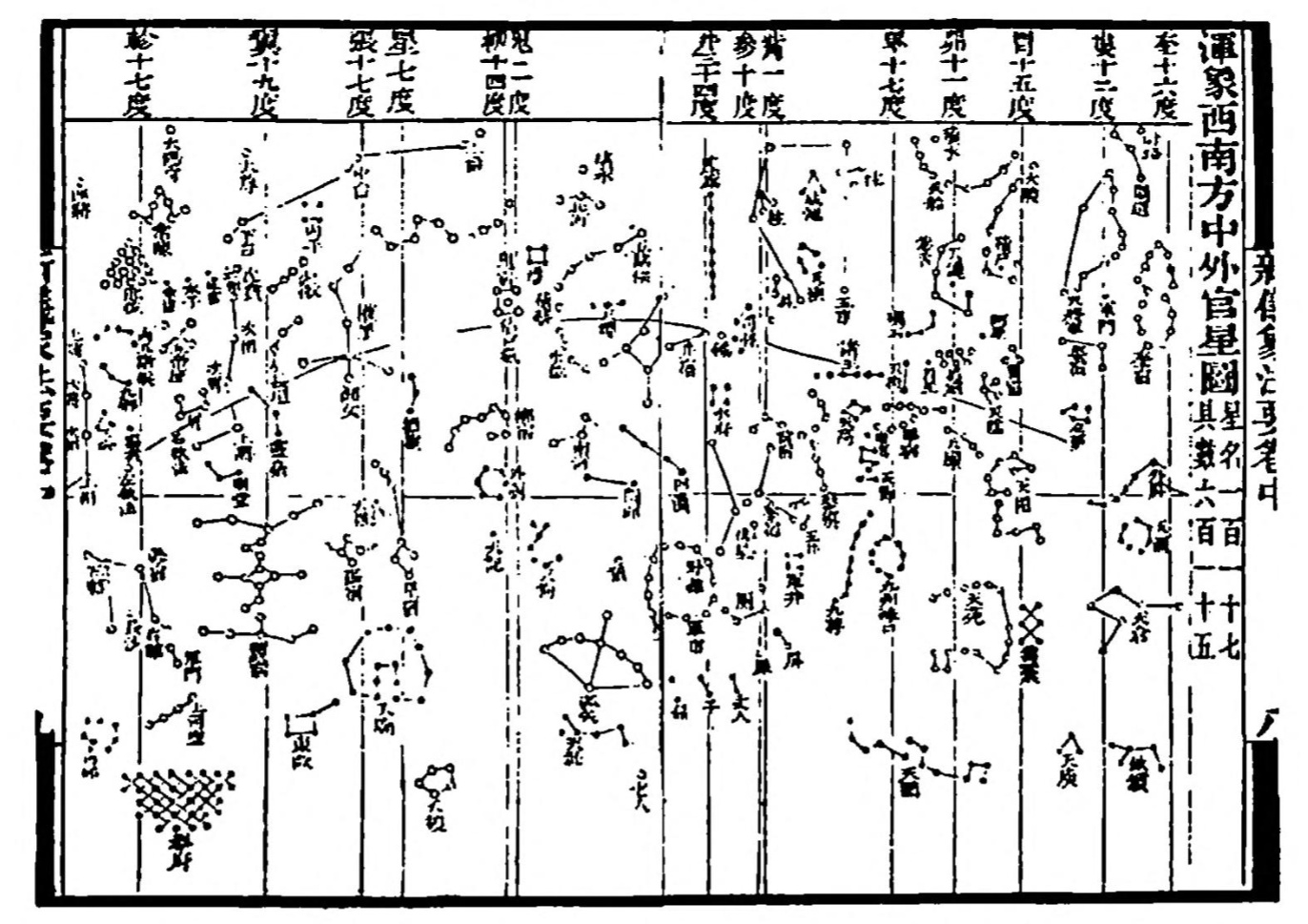
Une des cartes astronomiques publiées dans un livre de Su Song datant de 1092, avec la position de l'étoile polaire corrigée par Shen Kuo.

Chef du Bureau de l'astronomie, Shen Kuo est un érudit passionné qui améliore plusieurs instruments astronomiques. On lui attribue des modèles améliorés de gnomon, de sphère armillaire, de clepsydre et d'horloge. Il conçoit un nouveau type de réservoir pour la clepsydre et plaide pour une interpolation plus efficace de l'étalonnage de la mesure du temps. Pour améliorer le modèle du tube astronomique datant du Ve siècle, Shen Kuo en accroit le diamètre afin de permettre d'observer l'étoile polaire indéfiniment. C'est en raison du déplacement de la position de l'étoile polaire depuis l'époque de Zu Geng au Ve siècle que Shen Kuo, observant le mouvement de l'étoile polaire pendant trois mois, conclut qu'elle a bougé d'un peu plus de trois degrés. Apparemment, cette « trouvaille » astronomique a un impact sur la communauté intellectuelle de l'époque en Chine. Même le rival politique de Shen, l'astronome Su Song, corrige la position de l'étoile polaire dans les mises à jour de son atlas céleste. Avec son collègue Wei Pu du Bureau de l'astronomie, Shen Kuo détermine les coordonnées exactes des mouvements planétaires et lunaires en enregistrant leurs observations astronomiques trois fois par nuit pendant cinq ans. Bien que les cartes du ciel aient été créées entretemps, cette quantité d'observations astronomiques collectées sur une durée aussi longue n'est égalée en Europe qu'à l'époque de l'astronome Tycho Brahe (1546–1601).
Les éclipses solaires et lunaires sont connues en Chine depuis, au moins, l'époque des astronomes Gan De (甘德 ; IVe siècle av. J.-C.) et Shi Shen (石申 ; IVe siècle av. J.-C.), puisque Shi Shen donne des instructions sur la prévision des éclipses fondées sur la position de la Lune par rapport au Soleil. Le philosophe Wang Chong (王充 ; 27–97) avance des arguments contre la théorie de « l'influence rayonnante » des écrits de Jing Fang au Ier siècle av. J.-C. et sur la véracité de l'hypothèse de l'astronome Zhang Heng (張衡 ; 78–139), selon laquelle la Lune ne fait que refléter la lumière du soleil. Jing Fang écrit au Ier siècle av. J.-C. qu'il est depuis longtemps admis en Chine que le Soleil et la Lune ont une forme sphérique et non plate. Shen Kuo développe également cette théorie, expliquant pourquoi les corps célestes sont sphériques, allant à l'encontre de la théorie de la « Terre plate » pour les corps célestes. Cependant, il n'y a pas de preuves laissant à penser que Shen Kuo a soutenu la théorie d'une Terre ronde, laquelle est introduite dans les sciences chinoises par Matteo Ricci et Xu Guangqi au XVIIe siècle. Lorsque le directeur de l'Observatoire astronomique demande à Shen Kuo si les formes du Soleil et la Lune sont comme les balles rondes ou plates, Shen Kuo explique que les corps célestes sont, dans la limite de ses connaissances, sphériques. Tout comme Zhang Heng, Shen Kuo assimile la Lune à une balle d'argent, qui ne produit pas de lumière mais reflète simplement celle fournie par une autre source (le Soleil). Il explique que, lorsque la lumière du soleil est « inclinée », la pleine lune apparait. Il poursuit en expliquant que si l'on couvre n'importe quelle sorte de sphère de poudre blanche et qu'on la regarde sur le côté, elle donnera l'impression d'être un croissant et par conséquent, il estime que les corps célestes sont sphériques. Il affirme également que, bien que le Soleil et la Lune soient en conjonction et en opposition entre eux une fois par mois, cela ne signifie pas que le Soleil est éclipsé à chaque fois que leurs chemins sont réunis, en raison de la légère obliquité de leurs chemins orbitaux.

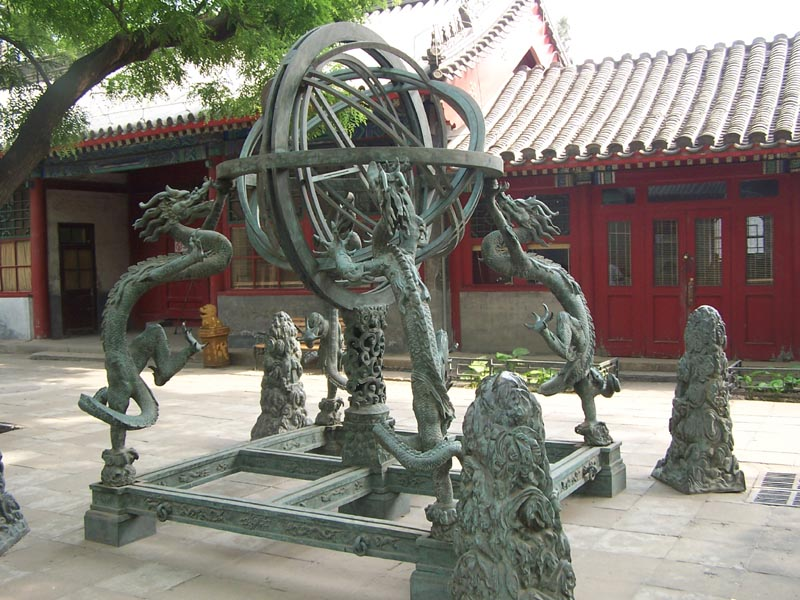
Une réplique moderne d'une sphère armillaire de l'époque Ming, située à l'ancien observatoire de Pékin.

Shen Kuo est aussi réputé pour ses hypothèses cosmologiques expliquant les variations des orbites planétaires, y compris le mouvement rétrograde. Son collègue Wei Pu s'est rendu compte que l'ancienne méthode de calcul du temps solaire moyen est inexacte par rapport à la vision apparente du Soleil, puisque ce dernier est en avance de celle-ci dans la phase accélérée du mouvement et derrière elle dans la phase retardée. Les hypothèses de Shen sont similaires à la notion d'épicycle dans les traditions gréco-romaines, mais lui seul compare la section latérale des chemins orbitaux des planètes et les variations de leur vitesse à ces points, ce qu'il compare à la forme des feuilles de saule. Les travaux de Shen sur le mouvement planétaire peuvent aussi être comparés à ceux de l'astronome persan Nasir ad-Din at-Tusi (1201–1274), qui écrit Zij-i Ilkhani.
Les astronomes de la dynastie Song de l'époque de Shen utilisent encore la théorie de la Lune et les coordonnées de Yi Xing, ce qui 350 ans plus tard est devenu une erreur considérable. Pour résoudre ce problème, Shen et Wei tiennent des archives astronomiques où ils notent la position de la Lune, à l'instar de ce qu'ils ont fait pour les planètes, trois fois par nuit pendant cinq années successives. Les fonctionnaires et les astronomes de la cour s'opposent violemment à Shen et Wei, s'estimant offensés par leur insistance à démontrer que les calculs du renommé Yi Xing sont devenus inexacts. Ils diffament aussi Wei Pu, par jalousie envers sa basse extraction. Lorsque Shen et Wei font une démonstration publique en utilisant le gnomon pour prouver l'erreur, les autres ministres acceptent de corriger ces erreurs lunaires et solaires,. Malgré ce succès, ils finissent par rejeter les tables des mouvements planétaires de Shen et Wei. De ce fait, seule la pire et la plus évidente des erreurs est corrigée, tandis que de nombreuses imprécisions demeurent.

### Typographie

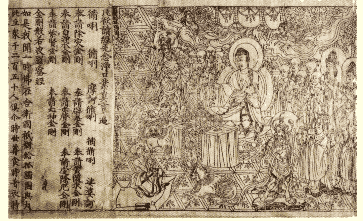
Le Sūtra du Diamant, le plus ancien livre imprimé connu. Dynastie Tang, 868.

Selon Shen Kuo, durant l'ère Qingli (1041–1048), sous l'empereur Renzong des Song (仁宗 ; 1022–1063), un artisan du nom de Bi Sheng (毕升 ; 990–1051) invente l'impression typographique à l'aide de caractères mobiles en céramique. Bien que l'assemblage de caractères individuels pour composer un texte ait ses origines dans l'Antiquité, l'innovation de Bi Sheng est totalement révolutionnaire pour l'époque. Shen Kuo note que le processus est fastidieux si l'on ne veut imprimer que quelques copies d'un livre, mais si l'on désire en faire des centaines, voire des milliers, il s'avère incroyablement rapide et efficace. Hors des écrits de Shen Kuo, cependant, on ne sait rien de la vie de Bi Sheng ou de l'influence des caractères mobiles de son vivant.
Il reste quelques livres imprimés à la fin de la dynastie Song en utilisant ce procédé, dont Notes du hall de Jade (玉堂雜記) de Zhou Bida imprimé en 1193 avec les caractères mobiles d'argile cuite décrits dans Mengxi Bitan,. Yao Shu (1201–1278), conseiller auprès de Kubilai Khan, persuade un jour son disciple Yang Gu d'imprimer des manuels de philologie et des textes néo-confucéens à l'aide de ce qu'il appelle « la méthode de Shen Kuo ». Wang Zhen (王祯 ; vers 1290–1333), auteur du traité agricole, scientifique et technologique Nong Shu, mentionne une autre méthode de cuisson de la faïence sur cadres afin de créer des blocs complets.
Wang Zhen améliore également son utilisation en inventant des caractères mobiles en bois dans les années 1297 ou 1298, alors qu'il est magistrat à Jingdezhen. Bi Sheng a déjà expérimenté cette méthode, mais Wang est celui qui contribue le plus à augmenter la rapidité d'impression grâce à de simples dispositifs mécaniques et qui permettent l'agencement complexe et systématique de blocs types en bois impliquant l'utilisation de tables de roulement,.
Bien plus tard, Wang Zhen fait des tentatives avec de l'étain, mais le trouve inefficace.
Au XVe siècle, l'imprimerie à caractères mobiles en métal est développée en Chine par la dynastie Ming (et plus tôt vers le milieu XIIIe siècle en Corée pendant la période Joseon) et est largement pratiquée en Chine au moins jusqu'au XVIe siècle. À Jiangsu et Fujian, les riches familles de l'ère Ming soutiennent financièrement l'exploitation de métal, le plus souvent du bronze. Cela inclut notamment les travaux de Hua Sui (华燧 ; 1439–1513), qui met au point la première méthode chinoise utilisant le bronze en 1490.
En 1718, vers le milieu de la dynastie Qing (1644–1912), le savant de Tai'an connu sous le nom de Xu Zhiding développe des caractères mobiles en émail au lieu de la faïence. Il y a également Zhai Jinsheng (né en 1784), un professeur du xian de Jing, qui passe trente années à créer une police d'écriture mobiles en faïence, laquelle en 1844 compte plus de 100 000 caractères chinois en cinq tailles différentes.
Malgré ces avancées, l'imprimerie à caractères mobiles ne se généralise jamais en Asie de l'Est, que la gravure sur bois a atteinte depuis la dynastie Tang au IXe siècle. Avec les sinogrammes, la grande quantité des caractères écrits entrave l'adoption et l'utilisation des caractères mobiles. En outre, l'imprimerie de Johannes Gutenberg (1398–1468) est finalement entièrement adoptée comme norme en Chine, malgré une tradition de gravure sur bois toujours populaire en Asie de l'Est.

## Pensées personnelles et philosophie

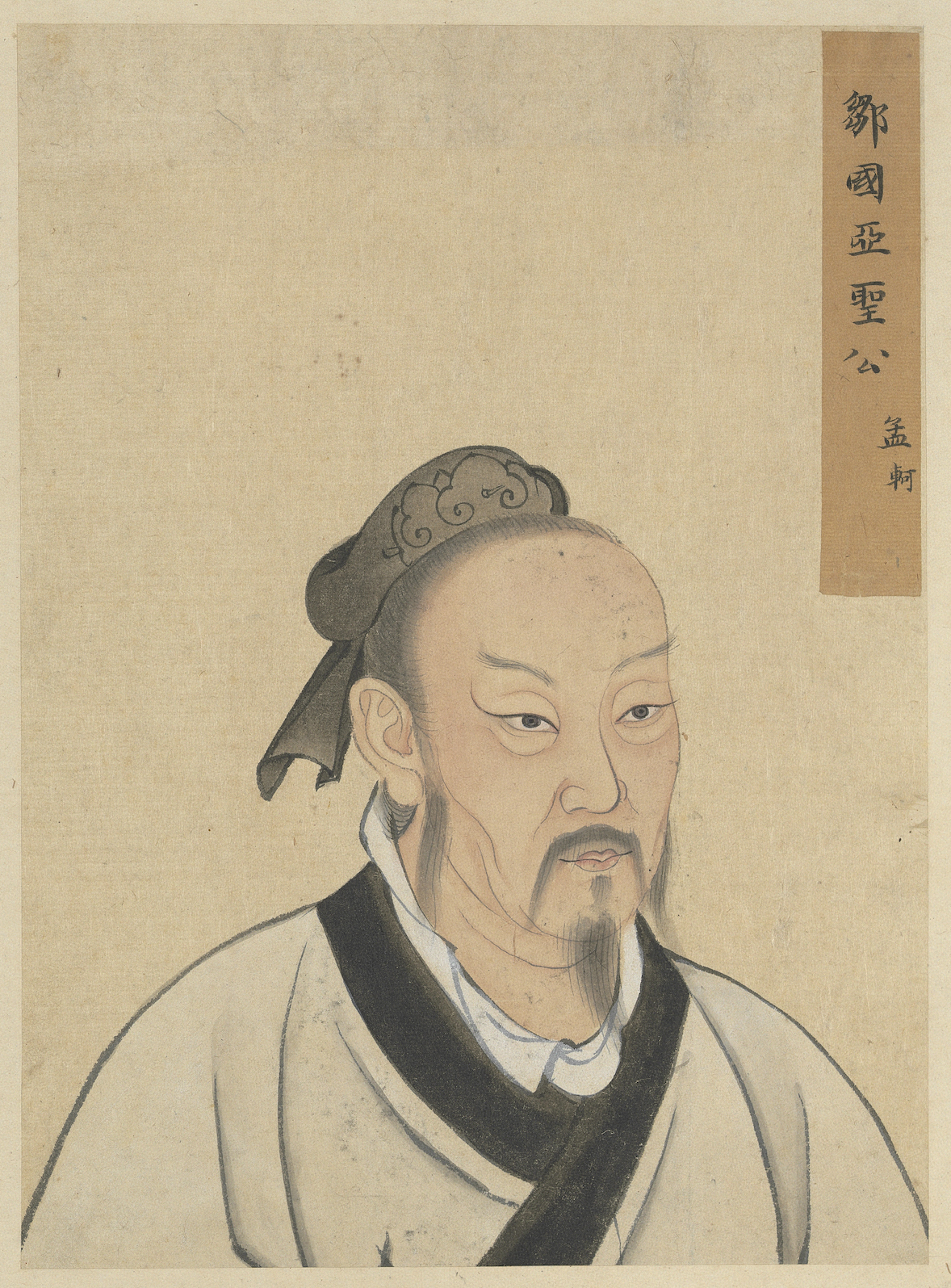
Les idées du penseur Mencius influencèrent profondément Shen.

Les écrits de Shen Kuo ne portent pas tous sur des sujets scientifiques ou pratiques. Outre ses travaux sur la divination chinoise, la magie et le folklore, Shen Kuo est aussi critique d'art. Par exemple, il critique le travail du peintre Li Cheng pour avoir omis de respecter le principe de « voir le petit du point de vue du grand », par exemple en peignant des bâtiments.
Malgré toutes ses réalisations scientifiques, Shen Kuo est nettement influencé par le taoïsme qui conteste l'influence de la science empirique à son époque. Bien que beaucoup de choses peuvent être connues par le biais de l'observation empirique et de l'étude, le taoïsme affirme que les secrets de l'univers sont infinis et que la recherche scientifique ne pourra jamais qu'en exprimer des fragments et des compréhensions partielles. Shen Kuo se réfère au Yi Jing dans l'explication du processus spirituel et de la prescience qui ne peuvent être atteintes par « des traces brutes », qu'il assimile à l'astronomie mathématique.
Shen est aussi un fervent partisan des notions de destin et de pronostics et formule des explications rationnelles sur les relations entre elles. Il porte un intérêt particulier au sort (bon ou mauvais), à la divination mystique, aux phénomènes bizarres, alors même qu'il est prémuni contre la tendance à croire que tout est joué d'avance dans la vie.
Un jour, décrivant le cas d'une maison frappée par la foudre dont les murs en bois ont noirci au lieu de brûler, tandis que les objets décoratifs recouverts de laque restent intacts et que les objets métalliques ont fondu, Shen Kuo écrit : « La plupart des gens ne peuvent juger des choses que par les expériences de la vie ordinaire, mais les phénomènes en dehors de ce champ sont vraiment très nombreux. Il est peu sécurisant d'étudier les principes naturels en utilisant uniquement la lumière des connaissances habituelles et des idées subjectives ».
Dans son commentaire de l'ancien philosophe confucéen Mencius (372 av. J.-C. – 289 av. J.-C.), Shen insiste sur l'importance de suivre le choix de ce que l'on sait être le vrai chemin, mais il ajoute que le cœur et l'esprit ne peuvent atteindre la pleine connaissance de la vérité, du fait de sa simple expérience sensorielle. De sa propre manière, mais en utilisant des termes influencés par les idées de Mencius, il formule l'idée d'une autorité autonome intérieure qui servirait de base à son acceptation des choix moraux, une notion liée aux expériences de sa vie quant au succès par l'autosuffisance.
En plus de son commentaire sur les textes classiques chinois, Shen Kuo écrit également beaucoup sur les thèmes du surnaturel, de la divination et de la méditation bouddhiste.

## Œuvre littéraire
L'historien Chen Dengyuan indique que beaucoup des écrits de Shen Kuo ont probablement été supprimés sous le ministre Cai Jing (蔡京 ; 1046–1126). Ce dernier a relancé les Nouvelles Politiques de Wang Anshi et a fait campagne pour la destruction ou la modification radicale des écrits de ses prédécesseurs et en particulier de ses ennemis conservateurs. Ainsi, seuls six des livres de Shen demeurent entiers et quatre de ceux-ci eux sont altérés de manière significative par rapport à leur contenu originel, tandis qu'on possède d'importants fragments de quatre autres livres. À l'époque moderne, la tentative la plus complète de lister et de résumer les écrits de Shen est un appendice rédigé par Hu Daojing dans son édition du Mengxi Bitan de 1956. 

### Mengxi Bitan
Mengxi Bitan (夢溪筆談) est cité pour la première fois dans un écrit chinois de 1095 montrant ainsi que, vers la fin de la vie de Shen, son dernier livre est largement imprimé. Mengxi Bitan est constitué de quelque 507 essais distincts explorant une large variété de sujets. L'ouvrage est initialement composé de 30 chapitres, mais en 1166, un éditeur chinois inconnu modifie et réorganise l'œuvre en 26 chapitres. Il existe encore un exemplaire de cette édition.
Une réimpression a lieu en 1305 et une autre en 1631, mais le texte est alors radicalement réorganisé en trois grands chapitres. L'ouvrage Chiwuming Shitukao, daté de 1848, mentionne souvent des passages du livre de Shen Kuo, par exemple ses classifications des espèces végétales.
L'édition chinoise de 1166 est fidèlement traduite en japonais lors d'un séminaire de l'Institut de recherche en Sciences humaines (japonais : Jimbun Kagaku Kenkyusho) de l'université de Kyoto puis imprimé par Umehara Kaoru dans son édition en trois volumes Bokei hitsudan (1978-1981). Zhang Jia Ju traduit partiellement Mengxi Bitan du chinois médiéval en chinois vernaculaire dans sa biographie Shen Kuo de 1962. Cette biographie est selon l'historien Nathan Sivin la référence la plus complète et la plus exacte sur la vie de Shen Kuo.
Le plus grand nombre de traductions en anglais de Mengxi Bitan se trouve dans les ouvrages de la série Science and Civilization in China de Joseph Needham, publiés à partir de 1954. En français, des extraits du livre ont été cités dans les travaux de Joël Brenier ainsi que Jean-François Billeter.

### Autres écrits

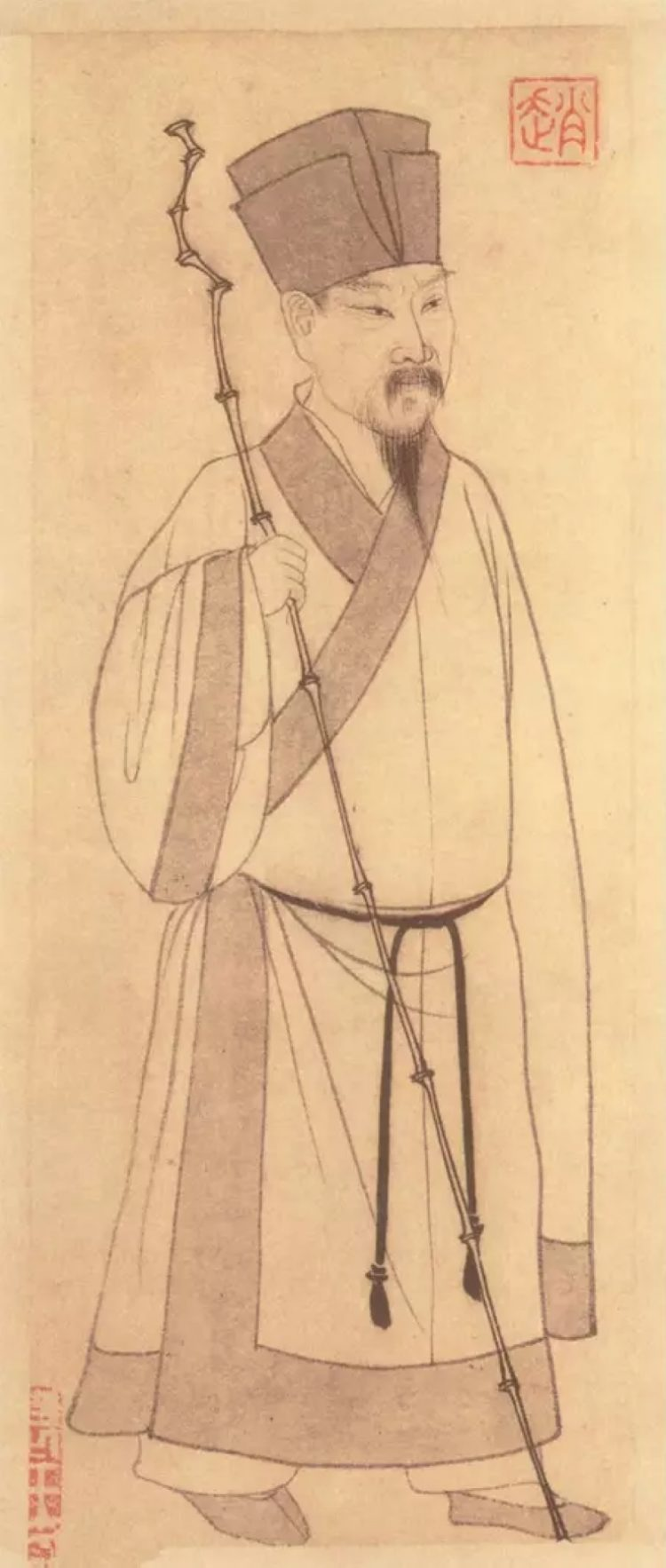
Un portrait de Su Shi, dont les travaux pharmaceutiques furent associés à ceux de Shen Kuo en 1126.

Bien que Mengxi Bitan soit certainement le plus vaste et important travail de Shen Kuo, il n'est pas le seul.
En 1075, il compose le Xining Fengyuan Li (熙寧奉元曆 ; en anglais : The Oblatory Epoch astronomical system of the Splendid Peace reign period ; en français : Le Système astronomique de l’Époque Oblatoire de la période de règne de la Paix Splendide) qui est perdu, mais répertorié dans une bibliographie de la dynastie Song. C'est le rapport officiel sur les réformes de Shen Kuo sur le calendrier chinois, qui ne sont que partiellement intégrées au calendrier officiel des Song.
Il est aussi l'auteur d'un traité pharmaceutique intitulé Liang Fang (良方 ; Bonnes formules médicinales), fruit de notes compilées durant ses années de retraite du service gouvernemental. Autour de l'année 1126, il est combiné à une œuvre écrite de Su Shi (苏轼 ; 1037–1101), lequel, ironiquement, compte parmi les opposants au « Groupe de nouvelles politiques » de Shen Kuo. Cependant on sait aujourd'hui que Shen Kuo et Su Shi sont quand même amis et associés.
Cette même retraite lui donne le temps de composer Mengqi Wanghuai Lu (夢溪忘懷錄 ; en anglais : Record of longings forgotten at Dream Brook ; en français : « Compte rendu des désirs oubliés du Rêve du ruisseau »). Il s'agit d'un traité ethnographique sur les populations montagnardes isolées de la Chine, notamment inspiré de sa jeunesse. Seules des citations en survivent dans la collection Shuo Fu (說郛), qui décrit les travaux agricoles et les outils de ces régions.
Shen Kuo écrit également Changxing Ji (長興集; Recueil d'œuvres littéraires du [vicomte de] Changxing), recueil de divers poèmes et documents administratifs de sa main, mais ce livre est sans doute publié de manière posthume. Il est réimprimé au XVe siècle, sous la dynastie Ming, mais seuls dix-neufs chapitres sur 41 sont lors conservés et réimprimé en 1718 et ce sous une forme corrompue. Enfin, dans les années 1950, l'auteur Hu Daojing complète ce travail d'autres poèmes épars de la main de Shen, dans l'ancienne collection Collection of Shen Kua's Extant Poetry (Shanghai, Shang-hai Shu-tian, 1958).
Dans la tradition des « récits de voyage » (youji wenxue) de la littéraire populaire de l'ère Song, Shen Kuo est enfin l'auteur du Registre de ce qu'il ne faut pas oublier, un guide du voyageur précisant le type de transport idéal selon le type du voyage, les aliments, les vêtements spéciaux et de nombreux autres articles utiles,.

## Postérité de Shen Kuo
À sa mort, Shen Kuo est enterré dans une tombe dans la région de Yuhang, à Hangzhou, au pied de la colline Taiping. Son tombeau est finalement détruit, mais les archives de la dynastie Ming indiquent son emplacement et il est découvert en 1983 puis protégé par le gouvernement depuis 1986. Des restes de la structure de brique de la tombe sont retrouvés, ainsi que du verre et des pièces de monnaie datant de la dynastie Song. Le Comité municipal de Hangzhou termine une restauration de la tombe de Shen en septembre 2001. En plus de sa tombe, le domaine de Shen Kuo à Zhenjiang, notamment ses deux premiers acres (8 000 m2 environ), est réhabilité par le gouvernement en 1985. Cependant, la partie rénovée du jardin n'est qu'une partie de l'original au temps de Shen Kuo. Une salle d'inspiration Qing est construite sur le site et est maintenant utilisée comme porte d'entrée principale. Dans le hall servant comme mémorial, se trouve un grand tableau dépeignant le jardin d'origine de Shen Kuo en son temps, y compris les puits, les bosquets de bambous verts, des chemins pavés de pierres et des murs décorés comme à l'origine. Dans ce hall d'exposition il y a une statue de Shen Kuo assis sur une plate-forme, avec des éditions de son livre datant de plusieurs siècles dans des armoires en verre. Dans le domaine se trouvent également des statues de Shen Kuo, une sphère armillaire et un petit musée qui retrace les diverses réalisations de Shen.
L'Observatoire de la Montagne Pourpre découvre un nouvel astéroïde en 1964 nommé (2027) Shen Guo en hommage au scientifique chinois. En 1979, l'Académie chinoise des sciences décide de nommer Shen Kuo comme l'un de ses membres d'honneur.